# Mount Plymouth
Mount Plymouth és una concentració de població designada pel cens dels Estats Units a l'estat de Florida. Segons el cens del 2000 tenia 2.814 habitants.

## Demografia
Segons el cens del 2000, Mount Plymouth tenia 2.814 habitants, 1.080 habitatges, i 811 famílies. La densitat de població era de 390,8 habitants/km².
Dels 1.080 habitatges en un 33,1% hi vivien nens de menys de 18 anys, en un 62,5% hi vivien parelles casades, en un 8,5% dones solteres, i en un 24,9% no eren unitats familiars. En el 18,5% dels habitatges hi vivien persones soles el 7,7% de les quals corresponia a persones de 65 anys o més que vivien soles. El nombre mitjà de persones vivint en cada habitatge era de 2,61 i el nombre mitjà de persones que vivien en cada família era de 2,97.
Per edats la població es repartia de la següent manera: un 25,2% tenia menys de 18 anys, un 6,2% entre 18 i 24, un 30,8% entre 25 i 44, un 24,1% de 45 a 60 i un 13,8% 65 anys o més.
L'edat mediana era de 39 anys. Per cada 100 dones de 18 o més anys hi havia 92,8 homes.
La renda mediana per habitatge era de 42.530 $ i la renda mediana per família de 45.089 $. Els homes tenien una renda mediana de 31.324 $ mentre que les dones 21.621 $. La renda per capita de la població era de 17.182 $. Entorn del 2,1% de les famílies i el 6,6% de la població estaven per davall del llindar de pobresa.

## Poblacions més properes
El següent diagrama mostra les poblacions més properes.